# Kingdom Come
Kingdom Come ist eine in den USA gegründete Hard-Rock-Band, die vom deutschen Sänger Lenny Wolf ins Leben gerufen wurde.

## Geschichte
Kingdom Come gingen im Jahr 1987 aus der Band Stone Fury hervor, die Mitte der 1980er Jahre die beiden Alben Burns Like a Star (1984) und Let Them Talk (1986) veröffentlichte. Sänger Lenny Wolf rief nach dem Ende der Band mit Kingdom Come eine neue Band ins Leben. Neben Wolf gehörten die beiden Gitarristen Danny Stag und Rick Steier, Bassist Johnny B. Frank und Schlagzeuger James Kottak zum Ur-Line-up.
Von Beginn an wurde die Band mit Led Zeppelin verglichen, was nicht zuletzt an der Ähnlichkeit der Stimmen von Robert Plant und Lenny Wolf lag. Auf der amerikanischen Ausgabe der 1988er Monsters-of-Rock-Tour eröffneten Kingdom Come jeweils die Abende für Metallica, die Scorpions und die Headliner Van Halen. Anschließend folgten eine Supporttour für Bon Jovi und Ratt durch Japan sowie eine Englandtour im Vorprogramm von Magnum.

Logo von Kingdom Come

Ein Jahr später wartete die Band bereits mit ihrem zweiten Album auf. In Your Face konnte in den USA zwar nicht ganz an den Erfolg des Debüts anknüpfen, schaffte es aber auf Platz 49 der Charts. Eine weitere USA-Tour im Vorprogramm von Whitesnake, Cheap Trick und Fleetwood Mac festigte den Status der Band, trotzdem brodelte es im Bandgefüge. Im August 1989 zerbrachen Kingdom Come schließlich. James Kottak ging Jahre später schließlich zu den Scorpions.
Für das dritte Album arbeitete Wolf mit Session-Musikern. Die Gitarristen Blues Saraceno, Bert Meulendijk und Marco Moir sind ebenso auf Hands of Time zu hören wie die Schlagzeuger Steve Burke und Jimmy Bralower. Lenny Wolf kehrte 1993 mit dem vierten Album Bad Image zurück, seine Band bestand inzwischen ausschließlich aus deutschen Musikern.
In den folgenden Jahren veröffentlichten Kingdom Come zwar immer neue Alben, wurden aber immer weniger von der Öffentlichkeit wahrgenommen. Die Band bestand mehr oder weniger nur noch aus Lenny Wolf plus Mietmusikern. Beim Album Perpetual (2004) hat Wolf schließlich alles alleine gemacht.
Im Jahr 2001 war Lenny Wolf Teil des German-Rock-Stars-Projektes, welches anlässlich der Terroranschläge vom 11. September die Single Wings of Freedom veröffentlichte.
Im Februar 2005 planten Kingdom Come zum ersten Mal seit über zehn Jahren eine Rückkehr nach Amerika, die Tour musste jedoch wegen Visumproblemen abgesagt werden. Ein weiteres Album, Ain't Crying for the Moon, ist 2006 erschienen. Im November selben Jahres war Kingdom Come auf einer Russland-Tournee mit 11 Konzerten und einem Fernsehauftritt sowie jeweils einem Auftritt in Kiew, Ukraine, und Almaty, Kasachstan unterwegs.
Das im Frühjahr 2013 erschienene Album Outlier wurde von Lenny Wolf im heimischen Studio produziert. Lenny Wolf widmet sich zum Teil Themen wie dem Missbrauch von religiösen Absichten (God Does Not Sing Our Song) und äußert sich kritisch zur Political Correctness.
Nach der Reunion mit dem ehemaligen Bassisten Jonny B. Frank und dem ehemaligen Gitarristen Danny Stag im Jahr 2015 und Live-Auftritten am Monster of Rock Cruise California im Februar 2016 entschied Lenny Wolf im August 2016 entschieden, Kingdom Come nach 30 Jahren aufzulösen. Eine vollständige Reunion wie geplant kam nicht zustande, stattdessen formierte sich die Band 2018 ohne Wolf neu.

## Erfolge
Ihr nach ihnen selbst benanntes Debütalbum wurde nicht zuletzt aufgrund des Pressehypes aus dem Stand zu einem Erfolg und erreichte in den USA Platz 12 der Charts. Noch im selben Jahr bekam die Band in Amerika eine Goldene Schallplatte für über eine halbe Million verkaufter Tonträger. Auch das zweite Album In Your Face wurde zu einem Erfolg für die Band. Platz 49 der US-Charts sowie etliche Konzerte festigten den Status der Band, bevor Kingdom Come im Lauf der Jahre immer mehr an Bedeutung verlor.

## Kritik
Während die Presse die Band zu Beginn als ultimative Led-Zeppelin-Nachfolger feierte, wird nicht zuletzt auch von prominenter Seite massiv Kritik geübt. Gary Moore veröffentlichte zum Beispiel auf seinem Album After the War 1989 einen Song namens Led Clones, der von Ozzy Osbourne gesungen wird und in dem der Gruppe vorgeworfen wird, in den „Häusern der Heiligen“ gestohlen zu haben (Textzeile: „You’ve stolen from the houses of the holy“, eine Anspielung auf das gleichnamige Album von Led Zeppelin). Auch Dee Snider, Sänger von Twisted Sister, nahm als Reaktion auf Kingdom Come für seine Band Desperado den Song Uh Huh Huh auf, der jedoch erst im Jahr 2000 auf seinem Soloalbum Never Let the Bastards Wear You Down erschien.

## Diskografie

### Studioalben
- 1988: Kingdom Come
- 1989: In Your Face
- 1991: Hands of Time
- 1993: Bad Image
- 1995: Twilight Cruiser
- 1997: Master Seven
- 2000: Too
- 2002: Independent
- 2004: Perpetual
- 2006: Ain’t Crying for the Moon
- 2009: Magnified
- 2011: Rendered Waters
- 2013: Outlier

### Livealben und Kompilationen
- 1996: Live and Unplugged (Livealbum)
- 1998: Balladesque (Balladenalbum)
- 2003: 20th Century Masters (Kompilation)

### Singles
- 1988: What Love Can Be
- 1988: Get It On
- 1989: Overrated
- 1989: Do You Like It
- 1991: Should I
- 1993: Little Wild Thing
- 1993: Friends
- 1995: Janine
- 1995: Twilight Cruiser
- 1997: High on Love

### Gastbeiträge und Sonstiges
- 2008: Jackpot auf Unter der Sonne von Chakuza